# Dorcadion brenskei
Dorcadion brenskei är en skalbaggsart som beskrevs av Ludwig Ganglbauer 1884. Dorcadion brenskei ingår i släktet Dorcadion och familjen långhorningar. Inga underarter finns listade i Catalogue of Life.